# 瑟里西拉萨勒
瑟里西拉萨勒（法語：Cerisy-la-Salle，法語發音：[səʁizi la sal]）是法国芒什省的一个市镇，属于库唐斯区。

## 地理
瑟里西拉萨勒（49°1'34"N, 1°16'56"W）面积16.86 平方千米，位于法国诺曼底大区芒什省，该省份为法国西北部沿海省份，西、北、东北三面环大西洋，东起顺时针与卡爾瓦多斯省、奧恩省、马耶讷省和伊勒-维莱讷省接壤。
与瑟里西拉萨勒接壤的市镇（或旧市镇、城区）包括：卡姆图尔、卡朗蒂伊、当日、蒙潘雄、瑟尼伊圣母村。

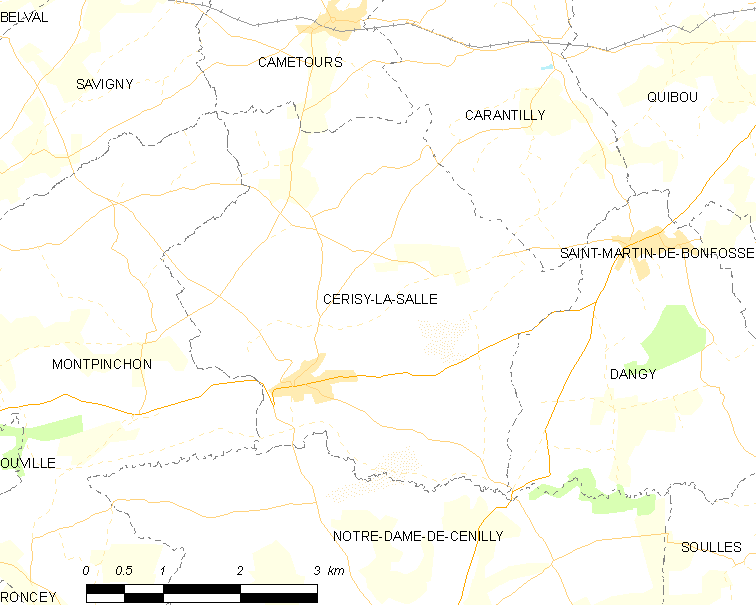
瑟里西拉萨勒的OSM定位图

瑟里西拉萨勒的时区为UTC+01:00、UTC+02:00（夏令时）。

## 行政
瑟里西拉萨勒的邮政编码为50210，INSEE市镇编码为50111。

## 政治
瑟里西拉萨勒所属的省级选区为谢讷河畔凯特勒维尔县。

## 人口

1962-2008年间瑟里西拉萨勒人口变化图示

瑟里西拉萨勒于2022年1月1日时的人口数量为1026人。